# Райзингер, Карл
Карл Райзингер (нем. Karl Reisinger; 8 апреля 1936 — 24 октября 2009) — австрийский дзюдоист, чемпион (1958, 1961, 1963, 1965), серебряный (1962, 1964) и бронзовый (1962) призёр чемпионатов Австрии, участник летних Олимпийских игр 1964 года в Токио. Выступал в лёгкой весовой категории (до 63-68 кг).
На Олимпиаде австриец победил представителя ФРГ Матиаса Шиследера, но затем проиграл американцу Полу Маруяме и выбыл из борьбы, заняв итоговое 9-е место.
Схватка Шиследера с Райзингером была первой схваткой по дзюдо на Олимпийских играх.